# ハ・ユンギョン
ハ・ユンギョン（韓国語：하윤경、1992年10月20日 - ）は大韓民国の女優である。

## 出演

### ドラマ
- 最高の離婚（2018年、KBS2） - ジュ・スギョン役
- 推理の女王2（2018年、KBS2） - カン・ジュヨン役
- 賢い医師生活（2020年、tvN） - ホ・ソンビン役
- 先輩、その口紅塗らないで（2021年、JTBC） - チェ・ヨンスン役
- 賢い医師生活2（2021年、tvN） - ホ・ソンビン役
- KBSドラマスペシャル（2021年、KBS2） - チョン・ユンジョン役
- ウ・ヨンウ弁護士は天才肌（2022年、ENA） - チェ・スヨン役
- 生まれ変わってもよろしく（2023年、tvN） - ユン・チョウォン役

### 映画
- 告白（2020年）- キム・ジウォン役
- 娘について（2024年）